# Tomaszewo (powiat koniński)
Tomaszewo – wieś w Polsce położona w województwie wielkopolskim, w powiecie konińskim, w gminie Wierzbinek. Na północ od miejscowości przepływa ciek wodny Maciczny Rów.
W latach 1975–1998 miejscowość należała administracyjnie do województwa konińskiego.